# Picoas (stație de metrou din Lisabona)
Picoas este o stație a liniei galbene a metroului din Lisabona. Stația este situată în partea de nord a centrului orașului Lisabona, sub Avenida Fontes Pereira de Melo, la intersecția cu strada Rua Tomás Ribeiro.

## Istoric
Picoas este una din cele 11 stații ale rețelei originale a metroului din Lisabona și a fost inaugurată pe 29 decembrie 1959.
Proiectul original al stației aparține biroului de arhitectură Falcão e Cunha, iar decorațiunile aparțin pictoriței Maria Keil. Pe 9 decembrie 1982, stația a fost extinsă pe baza unui proiect al arhitectului Benoliel de Carvalho, decorațiunile fiind executate tot de Maria Keil. Extinderea a presupus prelungirea peroanelor și construirea unui nou hol de acces.
Pe 3 aprilie 1995 a fost terminată reabilitarea stației, aceasta fiind efectuată după proiectul arhitectului Dinis Gomes. Decorațiunile au fost realizate de artistul plastic Martins Correia. În cadrul reabilitării, la ieșirea din partea de sud, către Rua Andrade Corvo, a fost instalat așa-numitul „acces Guimard”, oferit de Metroul din Paris. Acest tip de acces a fost creat la începutul secolului al XX-lea de către arhitectul francez Hector Guimard pentru ornamentarea gurilor de acces în stațiile de metrou ale Parisului.

## Legături

### Autobuze orășenești

#### Carris
- 207 Cais do Sodré ⇄ Fetais
- 727 Gara Roma-Areeiro ⇄ Restelo - Av. das Descobertas
- 736 Cais do Sodré ⇄ Odivelas (Bairro Dr. Lima Pimentel)
- 738 Quinta dos Barros ⇄ Alto de Santo Amaro
- 744 Marquês de Pombal ⇄ Moscavide (Quinta das Laranjeiras)
- 783 Amoreiras (centrul comercial) ⇄ Portela - Rua Mouzinho de Albuquerque[4]

## Legături externe

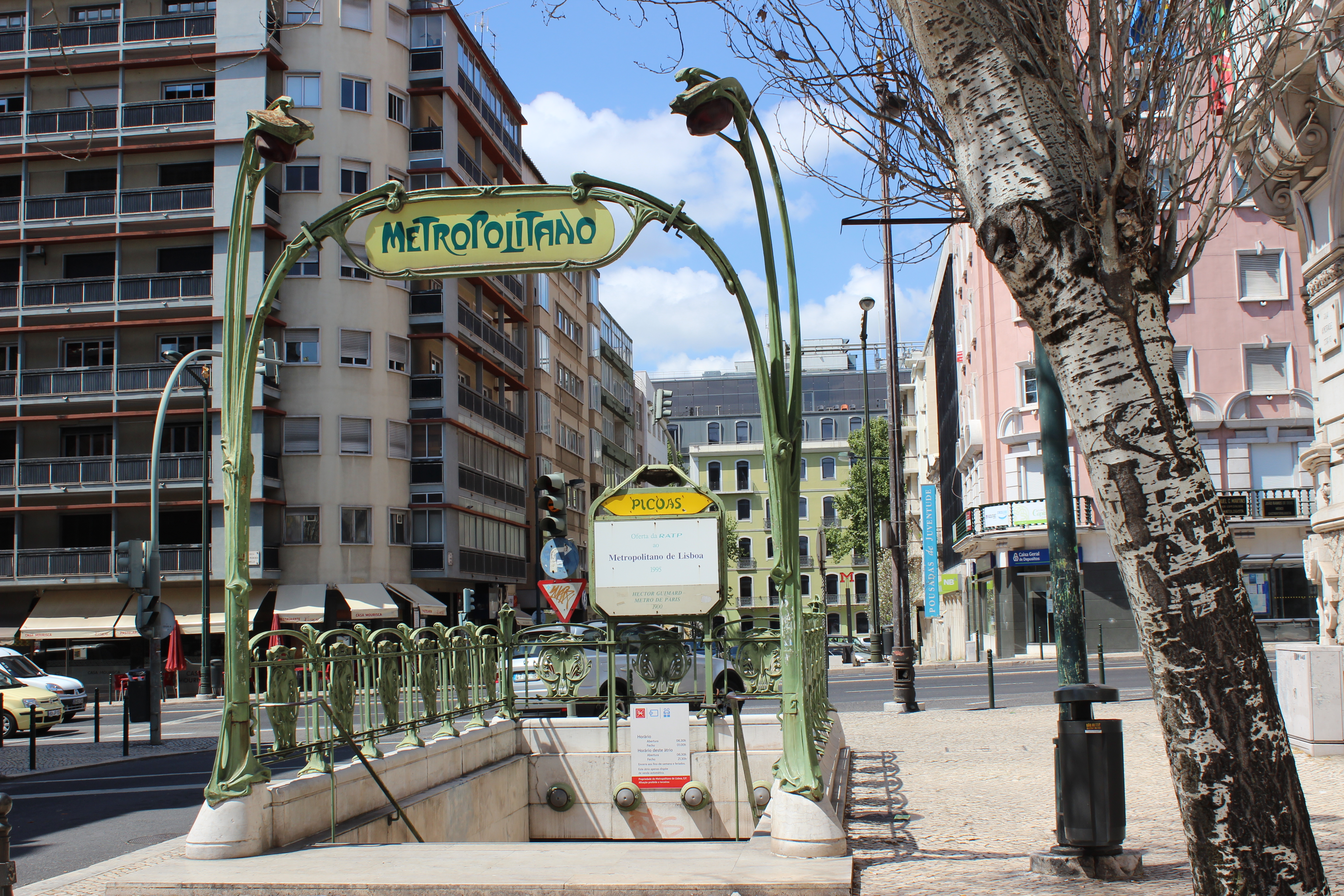
Acces în stație în stil Guimard.

#### Aerobus
- Linha 2 Aeroporto ⇄ Sete Rios[5]